# Apostolische Nuntiatur in München
Die Apostolische Nuntiatur in München war die offizielle diplomatische Vertretung des Heiligen Stuhls in Bayern und bestand von 1785 bis 1934 mit unterschiedlichen Bezeichnungen und Unterbrechung von 1800 bis 1818.

## Geschichte

### Die bayerische Hofnuntiatur (1785–1800)
Die Einrichtung der Münchner Nuntiatur entstand aus der radikalen Kirchenpolitik Kaiser Josephs II. und den gleichzeitigen Emanzipationsbestrebungen der Reichsbischöfe gegenüber dem Papst (Febronianismus). Das Kurfürstentum Bayern war nach Österreich das größte katholische Territorium im Reich und wurde daher für die katholische Kirche ein wichtiger Partner. Auch hatten sich die Wittelsbacher schon mehrere Jahrzehnte um eine direkte päpstliche Vertretung in Bayern bemüht, die es bis dahin nur in Wien und Köln gegeben hatte. Im Jahr 1785 wurde in München eine sogenannte Hofnuntiatur eingerichtet.

### Napoleonische Zeit (1800–1818)
Während der „Herrschaft“ Napoleons in Europa mit den daraus resultierenden Schwierigkeiten des Papsttums (Säkularisation, Mediatisierung, Konflikte mit Napoleon) war die Nuntiatur in München vakant. Erst nach dem Wiener Kongress und dem Bayerischen Konkordat von 1817 wurde die Nuntiatur am 3. Oktober 1818 wieder eröffnet.

### Deutscher Bund/Deutsches Reich (1818–1919)
Offiziell stimmte das Gebiet der Nuntiatur mit dem Königreich Bayern überein. Da jedoch die Kölner Nuntiatur seit 1795 aufgehoben war, verstand sich die bayerische Nuntiatur bald als für das gesamte Gebiet des Deutschen Bundes zuständig. Dieses Bemühen verstärkte sich noch nach der Reichsgründung 1871.

### Weimarer Republik (1920–1933)
Mehrere Versuche des Deutschen Reiches, eine Botschaft beim Heiligen Stuhl zu gründen, schlugen fehl. 1920 jedoch wurde der Münchner Nuntius Eugenio Pacelli (der spätere Papst Pius XII.) auch Nuntius beim Deutschen Reich. Dadurch normalisierte sich das Verhältnis zwischen dem Deutschen Reich und dem Kirchenstaat. Trotz der Einrichtung der Berliner Nuntiatur blieb die Münchner Nuntiatur (wenn auch jetzt auf Bayern beschränkt) erhalten.

### Nationalsozialismus (1934–1936)
Durch das Gesetz über den Neuaufbau des Reiches vom 30. Januar 1934 verloren die deutschen Länder (und damit auch Bayern) das Recht, eigene diplomatische Vertretungen zu unterhalten und ausländische Gesandte zu akkreditieren. Am 30. Mai 1934 wurde die päpstliche Nuntiatur in München daher aufgelöst. Trotzdem gelang es dem damaligen päpstlichen Staatssekretär Eugenio Pacelli, dem Münchner Nuntius seine exterritorialen Rechte auch nach der offiziellen Beendigung seiner Tätigkeit zu sichern. Im Rahmen allgemeiner Maßnahmen des NS-Staates gegen die katholische Kirche in Deutschland in den Jahren 1935/36 verließ der letzte Münchner Nuntius Vassallo di Torregrossa am 23. Oktober 1936 die Stadt.

## Apostolische Nuntien in München
| Name                              | Bemerkungen                                                                                              | ernannt von  | akkreditiert bei      | Ernannt       | Ankunft       | Akkreditiert  | Posten verlassen |
| --------------------------------- | --- | ------------ | --------------------- | ------------- | ------------- | ------------- | ---------------- |
| Giulio Cesare Zoglio              | Zollio                                                                                                   | Pius VI.     | Karl Theodor          | 10. Dez. 1785 | 20. Mai 1786  | 22. Mai 1786  | 13. Apr. 1795    |
| Leo XII.                          | als Annibale della Genga                                                                                 | Pius VI.     | Karl Theodor          | 18. Mai 1795  | 20. Juni 1795 |               | 26. Apr. 1796    |
| Emidio Ziucci                     | | Pius VI.     | Karl Theodor          | 12. Jan. 1797 | 26. Apr. 1796 |               | 30. Apr. 1800    |
| Francesco Serra Cassano           | | Pius VII.    | Maximilian I. Joseph  | 6. Okt. 1818  | 3. Okt. 1818  | 10. Nov. 1818 | 4. Apr. 1827     |
| Charles-Joseph-Benoît d’Argenteau | | Leo XII.     | Ludwig I.             | 3. Okt. 1826  | 4. Apr. 1827  |               | 27. Apr. 1837    |
| Luigi Santarelli                  | Geschäftsträger bis 1845 Uditor                                                                          | Gregor XVI.  | Ludwig I.             |               |               | 27. Apr. 1837 | 9. Aug. 1838     |
| Michele Viale-Prelà               | bis Februar 1841 Internuntius, ab 1841 Titularerzbischof und Nuntius in Bayern Nuntiatur Ottostraße R. 1 | Gregor XVI.  | Ludwig I.             | 23. Juli 1838 | 9. Aug. 1838  | 20. Juni 1841 |                  |
| Michele Viale-Prelà               | ab Februar 1841 Titularerzbischof und Nuntius in Bayern Nuntiatur Ottostraße R. 1                        | Gregor XVI.  | Ludwig I.             | 1. Feb. 1841  | 9. Aug. 1841  |               | 25. Juni 1845    |
| Carlo Luigi Morichini             | | Gregor XVI.  | Ludwig I.             | 23. Mai 1845  | 22. Juni 1845 |               | 11. Juli 1847    |
| Antonio Maria Valenziani          | Geschäftsträger                                                                                          | Pius IX.     | Ludwig I.             |               |               | 11. Juli 1847 | 30. Jan. 1848    |
| Carlo Sacconi                     | Internuncius                                                                                             | Pius IX.     | Maximilian II. Joseph | 13. Jan. 1848 | 30. Jan. 1848 |               | 10. Okt. 1851    |
| Carlo Sacconi                     | Internuncius                                                                                             | Pius IX.     | Maximilian II. Joseph | 6. Juli 1851  |               |               | 24. Okt. 1853    |
| Clemente Fares                    | Geschäftsträger                                                                                          | Pius IX.     | Maximilian II. Joseph |               |               | 24. Okt. 1853 | 18. Mai 1854     |
| Antonio Saverio De Luca           | | Pius IX.     | Maximilian II. Joseph | 24. Dez. 1853 | 13. Mai 1854  | 25. Okt. 1856 |                  |
| Giacinto Luzi                     | Geschäftsträger                                                                                          | Pius IX.     | Maximilian II. Joseph |               |               | 26. Okt. 1856 |                  |
| Flavio Chigi                      | | Pius IX.     | Maximilian II. Joseph | 24. Apr. 1856 | 5. Nov. 1856  |               | 12. Okt. 1861    |
| Gaetano Aloisi Masella            | Geschäftsträger                                                                                          | Pius IX.     | Maximilian II. Joseph |               |               | 12. Okt. 1861 |                  |
| Matteo Eustachio Gonella          | | Pius IX.     | Maximilian II. Joseph | 1. Okt. 1861  | 5. Jan. 1862  | 22. Juni 1932 | 17. Juli 1866    |
| Luigi Antonini                    | Geschäftsträger                                                                                          | Pius IX.     | Ludwig II.            |               |               | 17. Juli 1866 | 10. Dez. 1866    |
| Pier Francesco Meglia             | | Pius IX.     | Ludwig II.            | 26. Okt. 1866 | 16. Nov. 1866 | 11. Dez. 1866 | 3. Mai 1874      |
| Emidio Taliani                    | Geschäftsträger                                                                                          | Pius IX.     | Ludwig II.            |               |               | 22. Apr. 1874 | 28. Dez. 1874    |
| Angelo Bianchi                    | | Pius IX.     | Ludwig II.            | 13. Nov. 1874 | 28. Dez. 1874 | 30. Jan. 1875 | 19. Juli 1877    |
| Gaetano Aloisi Masella            | | Pius IX.     | Ludwig II.            | 5. Juni 1877  | 27. Juni 1877 | 30. Juni 1877 | 18. Aug. 1879    |
| Sebastiano Spagnoletti            | Geschäftsträger                                                                                          | Leo XIII.    | Ludwig II.            |               | 18. Aug. 1879 | 29. Aug. 1879 |                  |
| Cesare Roncetti                   | | Leo XIII.    | Ludwig II.            | 8. Aug. 1879  | 29. Aug. 1879 |               | 30. Mai 1881     |
| Francesco Tarnassi                | Geschäftsträger                                                                                          | Leo XIII.    | Ludwig II.            |               |               | 1. Juni 1881  | 18. Jan. 1881    |
| Francesco Spolverini              | Geschäftsträger                                                                                          | Leo XIII.    | Ludwig II.            |               |               | 19. Nov. 1881 | 28. März 1882    |
| Angelo Di Pietro                  | | Leo XIII.    | Ludwig II.            |               | 21. März 1882 | 28. März 1882 | 12. Mai 1887     |
| Achille Locatelli                 | Geschäftsträger                                                                                          | Leo XIII.    | Luitpold              |               |               | 12. Mai 1887  | 25. Aug. 1887    |
| Fulco Luigi Ruffo-Scilla          | | Leo XIII.    | Luitpold              | 23. Mai 1887  | 25. Aug. 1887 |               | 3. Apr. 1889     |
| Giovanni Battista Guidi           | Geschäftsträger                                                                                          | Leo XIII.    | Luitpold              |               | 3. Apr. 1889  | 8. Mai 1889   |                  |
| Antonio Agliardi                  | | Leo XIII.    | Luitpold              | 4. Apr. 1889  | 8. Mai 1889   | 11. Mai 1889  | 5. Juni 1893     |
| Andrea Aiuti                      | | Leo XIII.    | Luitpold              | 16. Mai 1893  | 4. Juli 1893  | 7. Juli 1893  | 27. Nov. 1896    |
| Giovanni Battista Guidi           | Geschäftsträger                                                                                          | Leo XIII.    | Luitpold              |               | 27. Nov. 1896 | 19. Dez. 1896 |                  |
| Benedetto Lorenzelli              | | Leo XIII.    | Luitpold              | 1. Okt. 1896  | 19. Dez. 1896 | 23. Dez. 1896 | 5. Juni 1899     |
| Sebastian Nicotra                 | Geschäftsträger                                                                                          | Leo XIII.    | Luitpold              |               |               | 5. Juni 1899  | 11. Jan. 1900    |
| Cesare Sambucetti                 | | Leo XIII.    | Luitpold              | 7. Jan. 1900  | 11. Jan. 1900 | 13. Jan. 1900 | 22. Okt. 1901    |
| Sebastian Nicotra                 | Geschäftsträger                                                                                          | Leo XIII.    | Luitpold              |               |               | 5. Juni 1899  | 11. Jan. 1900    |
| Giuseppe Macchi                   | | Pius X.      | Luitpold              | 26. Aug. 1902 | 1. Okt. 1902  | 30. Okt. 1902 | 10. Jan. 1904    |
| Alberto Vassallo di Torregrossa   | Geschäftsträger                                                                                          | Pius X.      | Luitpold              |               |               | 10. Jan. 1904 | 23. Feb. 1904    |
| Carlo Caputo                      | | Pius X.      | Luitpold              | 15. Jan. 1904 | 23. Feb. 1904 | 28. Feb. 1904 | 24. Aug. 1907    |
| Domenico Gualtieri                | Geschäftsträger                                                                                          | Pius X.      | Luitpold              |               |               | 24. Aug. 1907 | 14. Dez. 1907    |
| Andreas Franz Frühwirth           | | Pius X.      | Luitpold              | 26. Okt. 1907 | 14. Dez. 1907 |               | 28. Nov. 1916    |
| Lorenzo Schioppa                  | Geschäftsträger                                                                                          | Benedikt XV. | Ludwig III.           |               |               | 28. Nov. 1916 | 17. Jan. 1917    |
| Giuseppe Aversa                   | | Benedikt XV. | Ludwig III.           | 4. Dez. 1916  | 17. Jan. 1917 | 23. Jan. 1917 | 9. Apr. 1917     |
| Eugenio Pacelli                   | später Papst Pius XII.                                                                                   | Benedikt XV. | Ludwig III.           | 20. Apr. 1917 | 25. Mai 1917  | 29. Mai 1917  | 18. Aug. 1925    |
| Alberto Vassallo di Torregrossa   | | Pius XI.     |                       | 8. Juni 1925  | 22. Aug. 1925 | 31. Aug. 1925 | 31. Mai 1934     |